# Sigvard Kruse
Sigvard Kruse af Elghammar, född okänt år, död 8 april 1571, var en svensk ämbetsman.

## Biografi
Sigvard Kruse var son till fogden på Dal Algot Kruse och Anna Segelsdotter Skytte som var dotter till Sigvard Skytte. Han var gift från 1567 på Stockholms slott där kung Erik XIV höll i bröllopet med Alfrid Natt och Dag (Månsdotter) (död 1588) som var dotter till ståthållaren Måns Johansson (Natt och Dag) (1500–1555). Paret fick sonen Måns Kruse af Elghammar (1555–1621).
Kruse var 1556 i tjänst hos kronprins Erik i Sverige som budbärare till Gustav Vasa i Finland och 1557 tjänstgorde han som budbärare mellan Gustav Vasa i Sverige till hertig Johan i Finland, han beskrivs 1558 som en av Eriks småsvenner. Kruse fick häradshövdings kunglig fullmakt 1559 i Södra Möre. Han var befallningsman och slottsfogde på Älvsborg 1561–1563 och på Stockholms slott 1563–1569. Kruse ansvarade för rustningen av Västgöta ryttare 1564 och 1565. I förläning fick han 1562 Nordmarks härad (utom Silleruds socken) och han innehade 1563 även Valbo härad i Älvsborgs län som förläning. Han uppbar från 1565 räntan från Ås härad, som revocerades 1565, men han fick i stället Vedens härad (utom Torpa socken) i Älvsborgs län och han erhöll från 1565 avraden från Askaby klosters lantbor i Östergötlands län (som blev revocerade 1568). Under våren 1567 åtalades Kruse inför konungens nämnd där han ställdes till ansvar för några försvunna skepp och för att ha sänt skepp till Norrland utan konungens vetskap samt för att några danska fångar flytt. Domstolsförhandlingarna resulterade i en maning att hädanefter bättre ge akt på skeppen, men han hölls en tid fängslad och uppges varit nära att bli dödad i samband med Sturemorden en månad senare. Kruse sändes tillsammans med Klas Fleming 1568 med en liten flotta från Stockholm inåt Mälaren några veckor före Eriks tillfångatagande. 
Efter Eriks avsättande befullmäktigade Johan III honom 1569 att förbereda kröningen i Uppsala domkyrka. Kruse fick 1569 frälsefrihet på de egendomar han köpt och kunde därmed räkna gårdarna som frälsegårdar. Han adlades av kung Erik XIV. I samband med adlandet fick han tillstånd av Nils Jespersson Cruus (af Edeby) att uppta dennes vapen, dock med andra färger. Kruse:s sätesgård var till en början Västergårdens herrgård i Erikstads socken i Älvsborgs län, men senare Lundby herrgård i Frustuna socken i Södermanlands län, som ärvdes av hans ättlingar ända till 1680. Dessutom ägde han Älghammar i Björnlunda socken 1630–1664. 
Sigvard Kruse avled 1571 och ligger begravd bredvid sin fru i Frustuna kyrka i Södermanlands län. Hans och hustruns gravsten påträffades vid ombyggnad av altaret i kyrkan 1877.